# نهائي كأس بلجيكا 2014
نهائي كأس بلجيكا 2014 هي المباراة النهائية من منافسة كأس بلجيكا 2013–14، أقيمت المباراة في 2014، في ملعب الملك بودوان، بين فريقي نادي لوكيرين، وزولته فاريجيم، وفاز فيها نادي لوكيرين، بعد أن هزم زولته فاريجيم، بنتيجة 1 - 0.

## تفاصيل المباراة
لعبت المباراة النهائية في 2014.
| نادي لوكيرين | 1 -0 | زولته فاريجيم |
| ------------ | ---- | ------------- |
|              |      |               |